# Tom Jütz

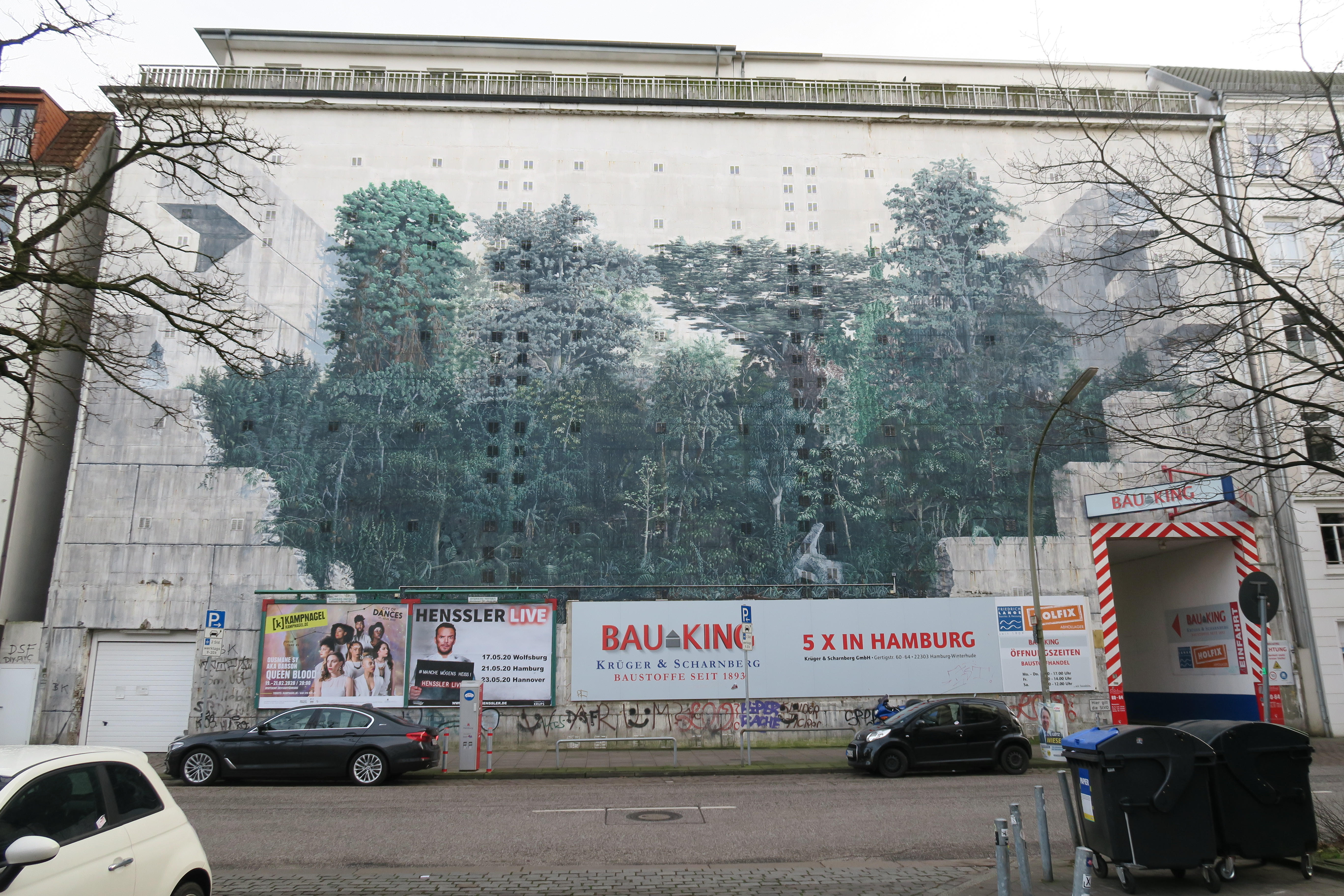
Wandbild am Hochbunker Gertigstraße 60–64, Hamburg-Winterhude. Gemeinschaftsarbeit von Tom Jütz, Lars Möller (* 1968) und Mike Rackwitz, 1993

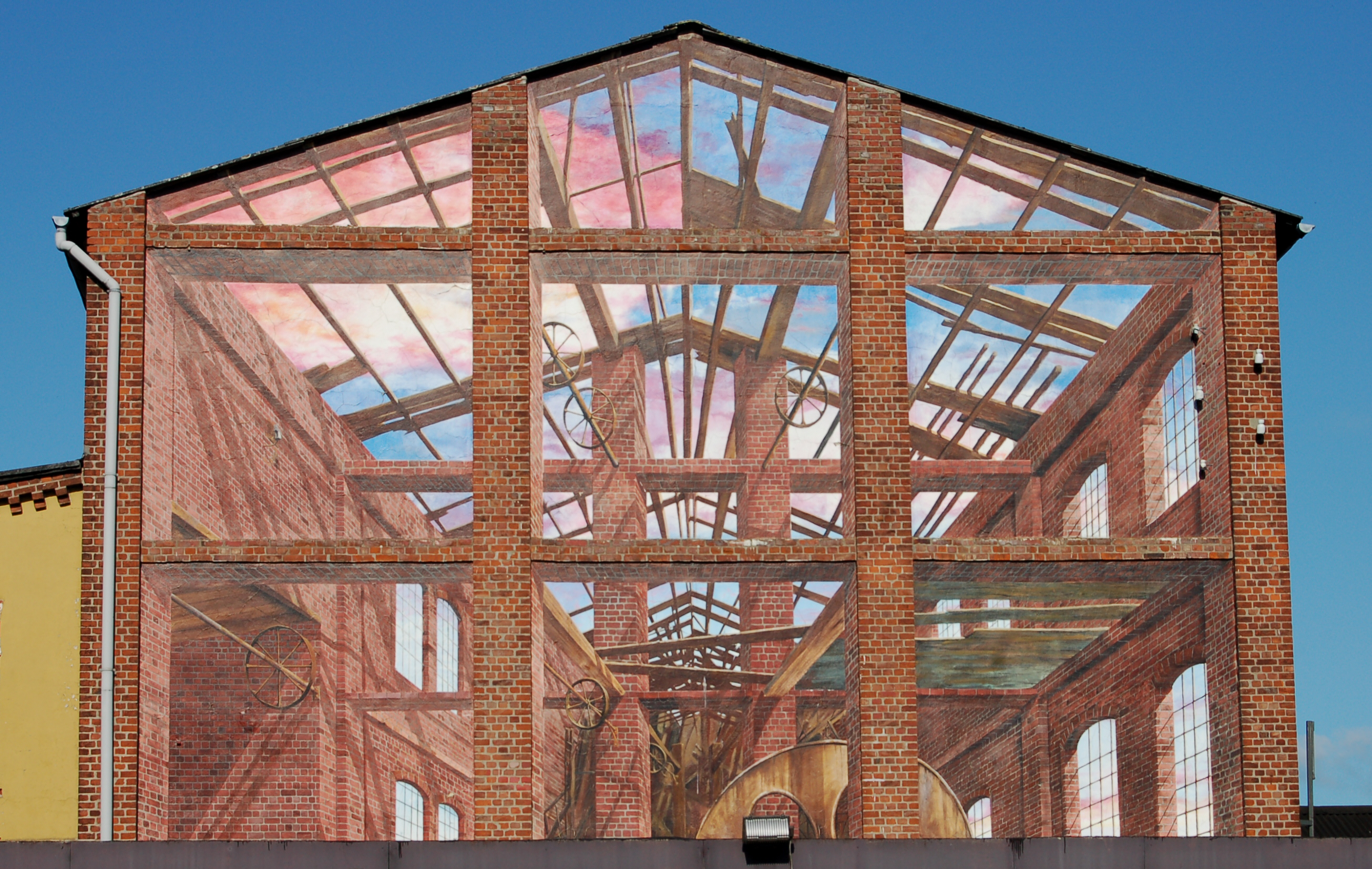
Perspektiven, Wandbild an der Klostermühle Uetersen. Entwurf: Erhard Göttlicher und Tom Jütz. Ausführung: Erhard Göttlicher, Tom Jütz und Lars Möller, 1997

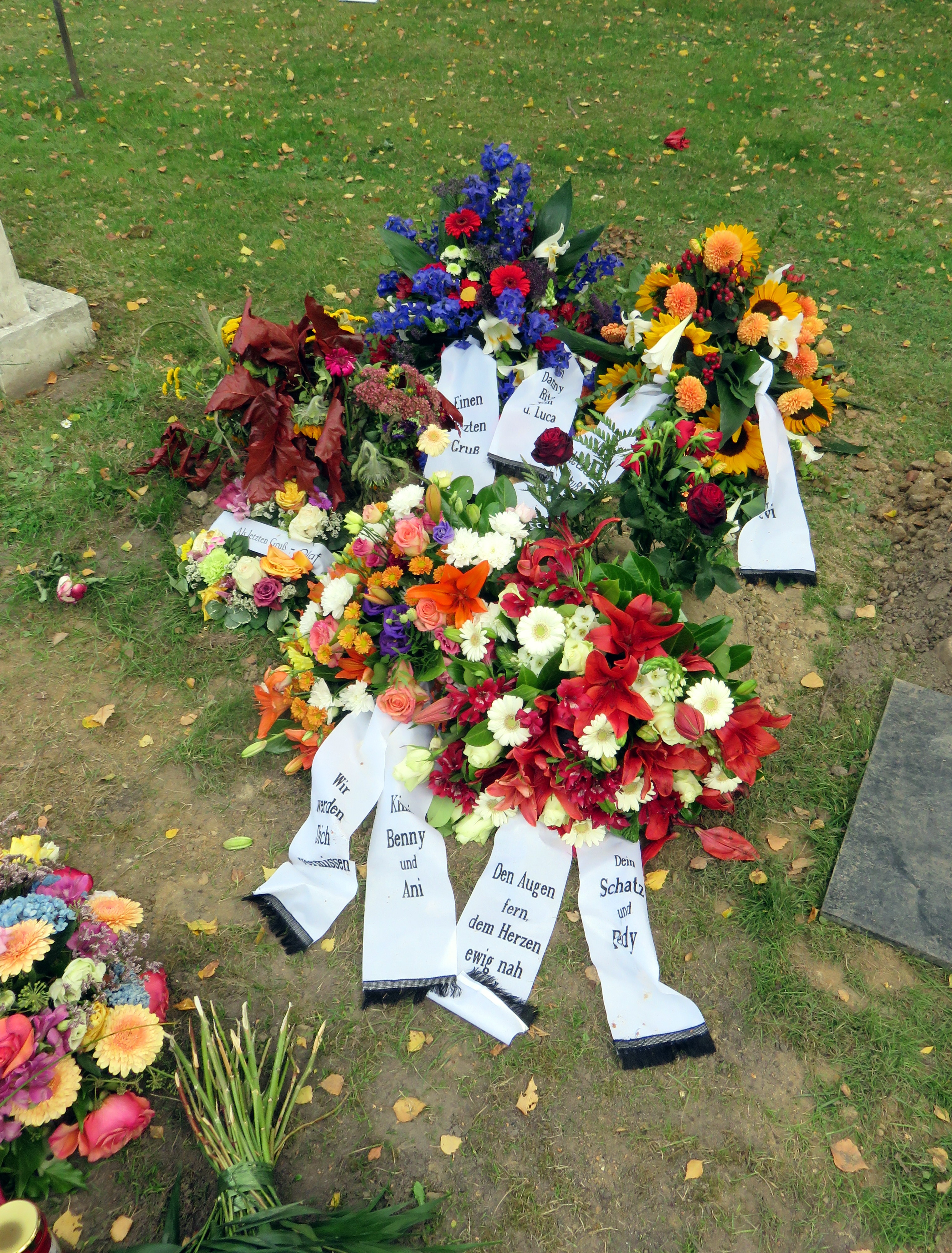
Grab von Tom Jütz, Friedhof Ohlsdorf am 24. September 2020, noch ohne Grabstein

Tom Jütz (* 5. Dezember 1965 in Braunschweig; † 17. August 2020 in Hamburg) war ein deutscher Maler und Illustrator.

## Leben
Tom Jütz wurde am 5. Dezember 1965 in Braunschweig geboren. Er begann sein Studium als Gasthörer an der Hochschule für Bildende Künste Braunschweig bei Klaus Stümpel. In Hamburg studierte er dann im Fachbereich Gestaltung an der Fachhochschule in der Armgartstraße bei Klaus Waschk und Erhard Göttlicher. Nach zwei Monaten nahm er schon neben dem Studium Aufträge an. Er gewann mit Mitstudenten zwei Preise, was die Gestaltung eines Wandgemäldes in der Mensa der Universität Hamburg (mit Lars Möller (* 1968)) um 1993 und 1993 die Gestaltung eines Wandbildes an dem Hochbunker in der Gertigstraße 60–64 (mit Lars Möller und Mike Rackwitz) zur Folge hatte.
Ab 1995 wirkte er gänzlich als freier Illustrator und Maler. Er arbeitete unter anderem für Agenturen wie Die Illustratoren, Springer & Jacoby, BBDO und Scholz & Friends und illustrierte unter anderem für die Zeitschriften Der Spiegel und National Geographic sowie für die Zeitung Die Zeit.
Tom Jütz' letzter Wohn- und Arbeitsort war eine Wohnung im Erdgeschoss eines dreistöckigen Wohnhauses in der Walter-Schmedemann-Straße 68 in Hamburg-Langenhorn. Am Abend des 16. August 2020 kam es beim Grillen auf der Terrasse der Wohnung zu einem Unfall, sodass Gegenstände auf der Terrasse und in der Wohnung brannten. Als die Feuerwehr eintraf, waren schon zwei Personen aus der Wohnung gerettet worden. Insgesamt wurden drei betroffene Personen rettungsdienstlich und notärztlich gesichtet. Tom Jütz wurde mit schweren Brandverletzungen und einem schweren Inhalationstrauma mit einem Rettungshubschrauber in das BG Klinikum Hamburg in Hamburg-Lohbrügge geflogen, das über ein Zentrum für Schwerbrandverletzte verfügt. Er starb am 17. August an den Folgen des Unfalls.
Er wurde am 18. September 2020 auf dem Friedhof Ohlsdorf in Hamburg beigesetzt. Sein Urnengrab befindet sich südlich von Kapelle 12 (Planquadrat BH61-2524).

## Werke (Auswahl)
- Um 1993: Wandbild in der Mensa der Universität Hamburg. Gemeinschaftsarbeit von Tom Jütz und Lars Möller (* 1968)[2]
- 1993: Wandbild am Bunker Gertigstraße 60–64, Hamburg-Winterhude (Einweihung: 15. Oktober 1993). Gemeinschaftsarbeit von Tom Jütz, Lars Möller und Mike Rackwitz. Mäzen war die Firma Krüger & Scharnberg[3][10]
- 1996: Cover-Illustration (nur Vorderseite) der Maxi-Single (12″-Single) und Single-CD Boogaloo der Band Jazzkantine[11]
- 1996: Absturz Ost, Acryl auf, Leinwand, 62,7 × 55,1 cm (Illustration für Titelseite Der Spiegel 25, 1996), ausgestellt auf Wanderausstellung 2004–2007 – Der Spiegel.[4]
- 1997: Nichts geht mehr, Airbrush, Mischtechnik auf Karton, 19,6 × 27,7 cm (Illustration für Titelseite Der Spiegel 35, 1997), ausgestellt auf Wanderausstellung 2004–2007 – Der Spiegel[4]
- 1997: Perspektiven, Wandbild an der Klostermühle, Mühlenstraße 58, Rückseite Seminarstraße, Uetersen. 11 × 9 m. Entwurf: Erhard Göttlicher und Tom Jütz. Ausführung: Erhard Göttlicher, Tom Jütz und Lars Möller. Auftraggeber: Ekkehart Splett-Henning (1939–2006).[12][13]
- 2019: Brechende Brandungswellen an einem Strand, Gemälde, Auftragsarbeit[1]
- ????: Die Titanic (in der Werft von Harland & Wolff in Belfast, 1911, nach einem Foto von Robert John Welch (1859–1936)), fotorealistisches Gemälde für eine Illustration[1]

## Ausstellungen (Auswahl)
- 1995: Gemeinschaftsausstellung von Entwürfen zur Umgestaltung des Kriegerdenkmals vor der St. Johannis-Kirche in Hamburg-Altona im Rahmen des 26. Deutschen Evangelischen Kirchentages[14]
- 1998: Gemeinschaftsausstellung Junge Illustratoren, St. Pauli-Fischmarkt 20, Hamburg-St. Pauli, Gemälde[2]
- 1998: Gemeinschaftsausstellungen nach Symposium Pleinair im Landkreis Rendsburg-Eckernförde, veranstaltet von der Kulturstiftung des Landkreises. Sparkasse Eckernförde und weitere Orte. Teilnahme als Gast der Norddeutschen Realisten[15]
- 1999: 100 Jahre RWE-DEA im DEA-Gebäude City Nord in Hamburg, Malerei, Wandtafeln[16]
- 2004–2005: Die Kunst des Spiegel – Titelillustrationen aus fünf Jahrzehnten, Deichtorhallen, Hamburg
- 2005: Die Kunst des Spiegel – Titelillustrationen aus fünf Jahrzehnten, C/O Berlin, Berlin
- 2005: Die Kunst des Spiegel – Titelillustrationen aus fünf Jahrzehnten, Museum Angewandte Kunst, Frankfurt am Main
- 2005: Die Kunst des Spiegel – Titelillustrationen aus fünf Jahrzehnten, NRW-Forum Düsseldorf, Düsseldorf
- 2005: Die Kunst des Spiegel – Titelillustrationen aus fünf Jahrzehnten, Pinakothek der Moderne, München
- 2005: Die Kunst des Spiegel – Titelillustrationen aus fünf Jahrzehnten, Kunstblättersaal, Museum für angewandte Kunst, Wien
- 2005: Die Kunst des Spiegel – Titelillustrationen aus fünf Jahrzehnten, Haus der Geschichte Baden-Württemberg, Stuttgart
- 2005: Die Kunst des Spiegel – Titelillustrationen aus fünf Jahrzehnten, Museum für Gestaltung, Basel
- 2005: The art of Der Spiegel – Cover Illustrations over five decades, Museum of American Illustration, New York City
- 2006: Die Kunst des Spiegel – Titelillustrationen aus fünf Jahrzehnten, Deutsches Zeitungsmuseum, Wadgassen
- 2007: Die Kunst des Spiegel – Titelillustrationen aus fünf Jahrzehnten, Haus der Geschichte, Bonn